# هیدماسا کوبایاشی
هیدماسا کوبایاشی (انگلیسی: Hidemasa Kobayashi؛ زادهٔ ۱۷ ژوئن ۱۹۹۴) بازیکن فوتبال اهل ژاپن است.